# Pieris melete
Pieris melete är en fjärilsart som beskrevs av Ménétriès 1857. Pieris melete ingår i släktet Pieris och familjen vitfjärilar. Inga underarter finns listade i Catalogue of Life.

## Bildgalleri

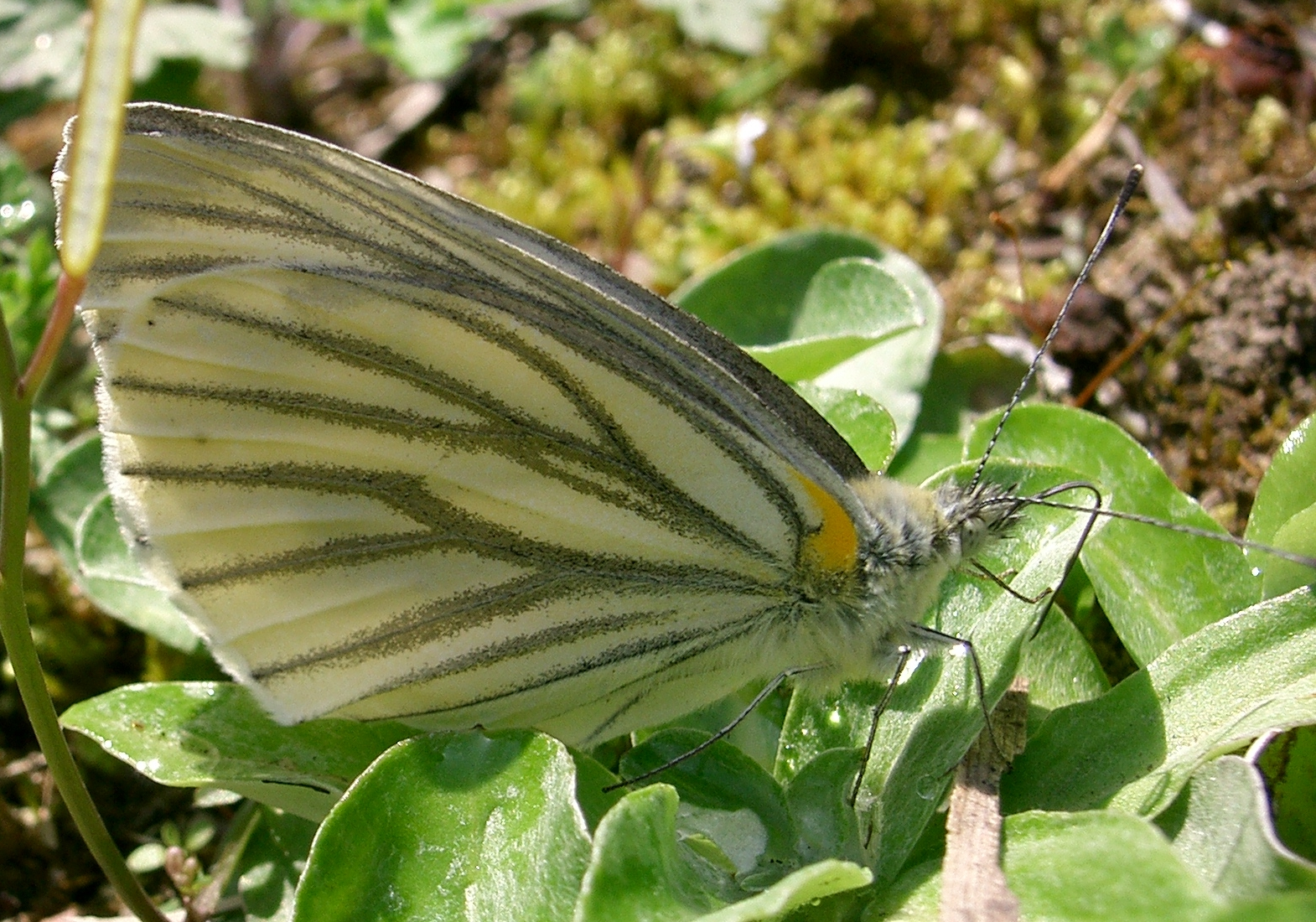
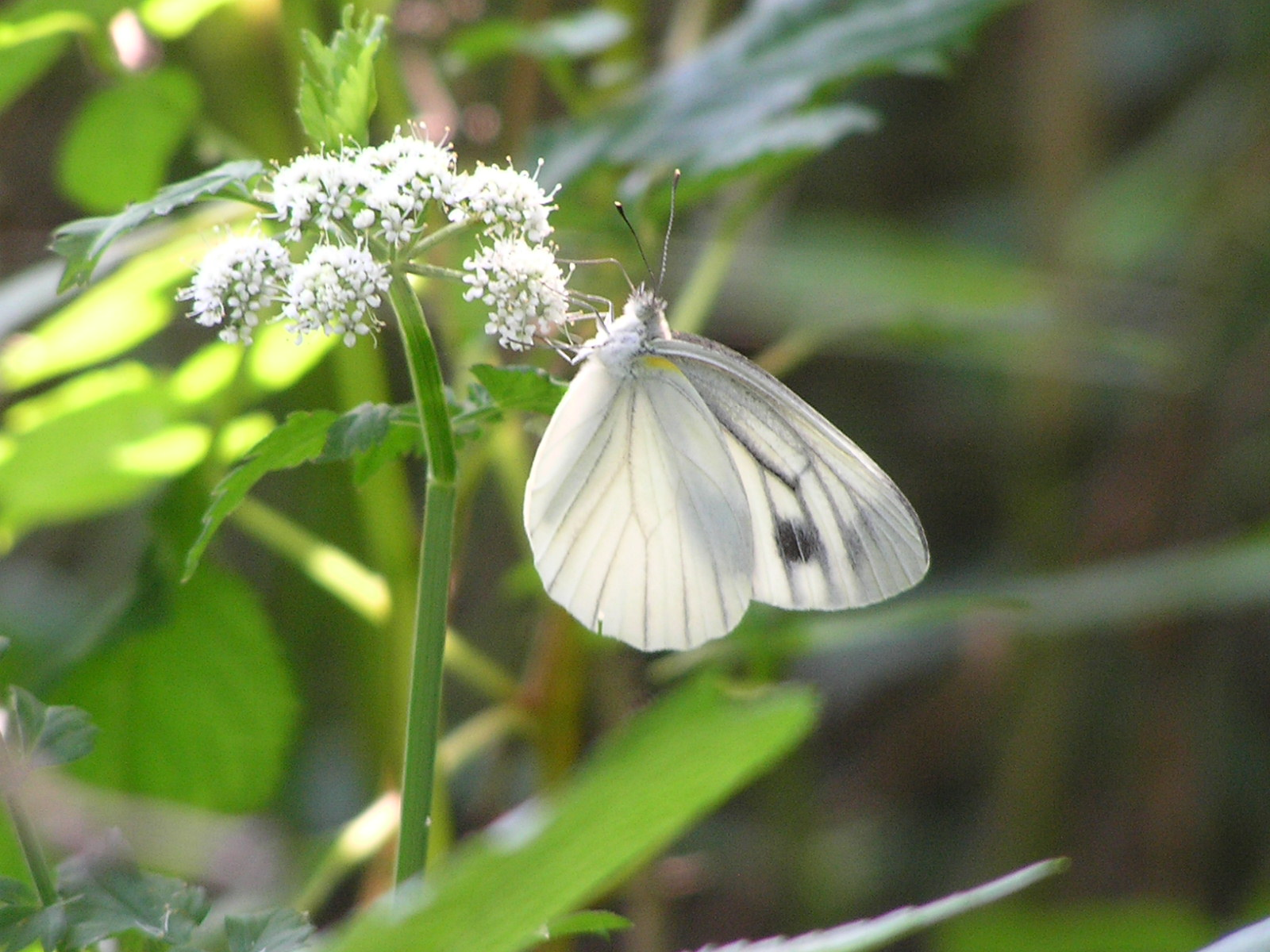